# 季姆區
51°37′17″N 37°07′24″E / 51.62139°N 37.12333°E
季姆區（俄语：Тимский район），是俄羅斯的一個區，位於該國西部，由庫爾斯克州負責管轄，面積882平方公里，2010年該區人口11,759，人口密度每平方公里13.33人。